# Allan Kaprow
Allan Kaprow (Atlantic City, 23 de agosto de 1927 – Encinitas, 5 de abril de 2006) foi um pintor estadunidense, assemblagista e um dos pioneiros no estabelecimento dos conceitos de performance.

## Biografia
Kaprow auxiliou no desenvolvimento de "Ambiente" e de "Happening" nos finais da década de 1950 e da década de 1960, bem como de sua teoria. Seus "Happenings", quase 200, ocorreram durante anos. Gradualmente Kaprow alterou estas práticas para o que ele denominou de "Atividades", trechos de pequena escala para um ou mais performers e objetivando examinar comportamentos e hábitos do dia-a-dia, de uma forma quase indistinta da vida comum. Fluxus, performance, e arte de intalações foram influenciadas por seu trabalho.
Ele estudou composição com John Cage e na famosa classe da New School for Social Research, tendo estudado pintura com Hans Hofmann, e história da arte com Meyer Schapiro. O trabalho de Kaprow visa integrar arte e vida. Através dos Happenings, a separação entre arte e vida, e artista e audiência se torna difusa. Ele publicou proficuamente e foi professor emérito do Departamento de Artes Visuais da Universidade da Califórnia em San Diego. Kaprow é também conhecido por sua ideia de "a-arte", encontrada em seus ensaios "Art Which Can't Be Art" (em inglês) e em "The Education of the Un-Artist".
Sua influência é também evidente no Instituto de Artes da Califórnia, em que ele lecionou durante os anos de sua formação.